# 에바 시몬스
에바 시몬스(Eva Simons, 1984년 4월 25일 ~ )는 네덜란드의 싱어송라이터이다.